# السارب (السبرة)

تعديل مصدري - تعديل

السارب محلة تابعة لقرية العنبرة، التابعة لعزلة بلادالشعيبي السفلى بمديرية السبرة إحدى مديريات محافظة إب في الجمهورية اليمنية.، بلغ تعداد سكانها 130 حسب تعداد اليمن لعام 2004.